# جيمي تايلور
جيمي تايلور (بالإنجليزية: Jamie Taylor)‏ (16 ديسمبر 1982 بكرولي في المملكة المتحدة - ) هو لاعب كرة قدم بريطاني في مركز الهجوم. لعب مع إيستبورن بوروه ونادي مارغيت ونادي هورشام ولينكولن سيتي أف سي ونادي وكينغ وساتون يونايتد وكارشالتون أثلتيك وإيه أف سي ويمبلدون ونادي ألدرشوت تاون وداغنهام وريدبريدج وBroadbridge Heath F.C. ‏ وغرايز أتلاتيك ‏.

## وصلات خارجية
- جيمي تايلور على موقع قاعدة بيانات كرة القدم.إي يو (الإنجليزية)
- جيمي تايلور على موقع Soccerbase.com (لاعب) (الإنجليزية)